# Sztafeta olimpijska w 1936 roku

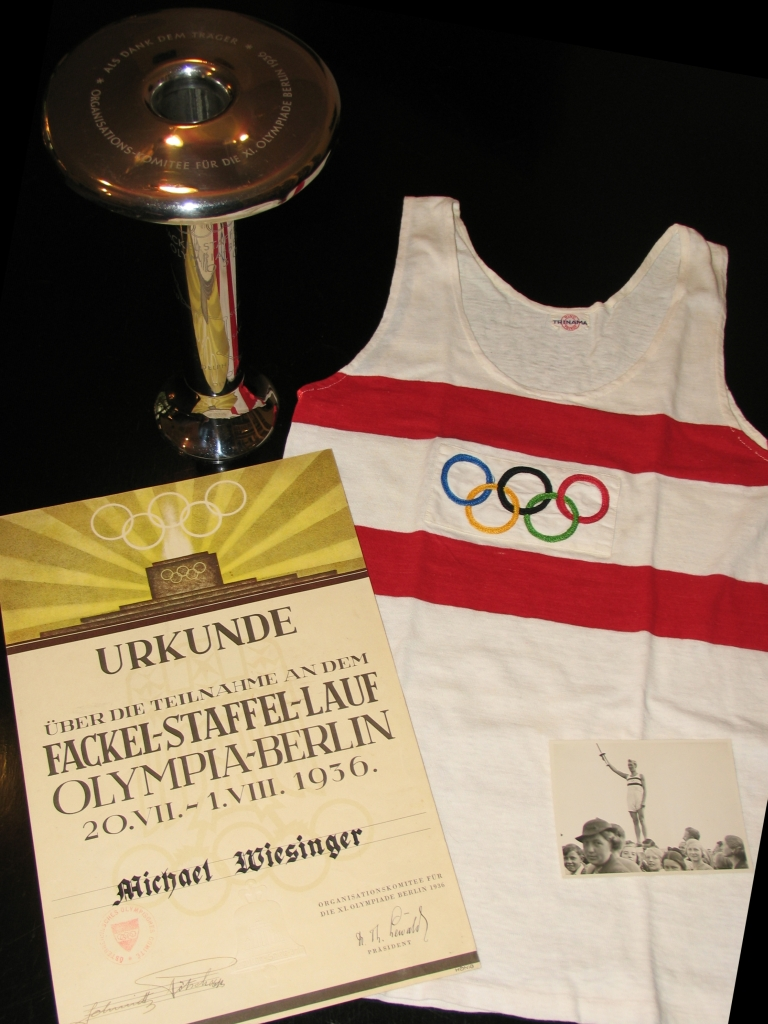
Pochodnia, trykot, dyplom i fotografia uczestnika sztafety

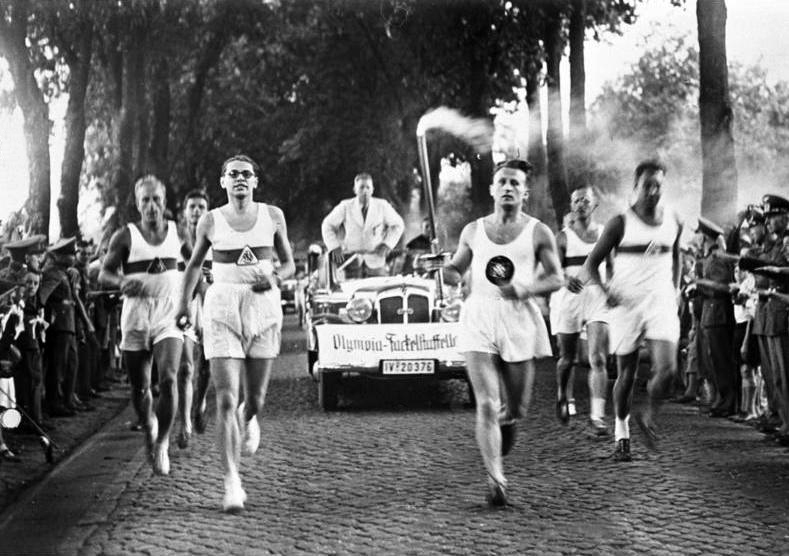
Sztafeta z pochodnią olimpijską w drodze do Berlina

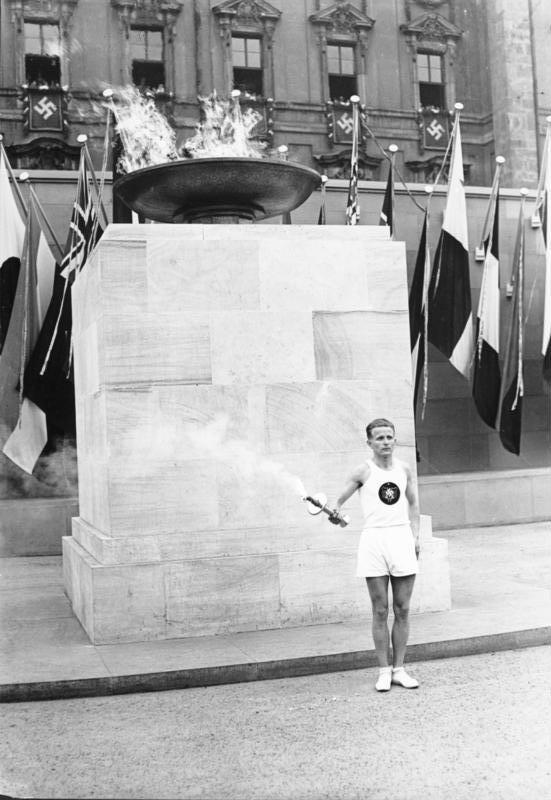
Uczestnik sztafety pod misą z ogniem olimpijskim w Berlinie

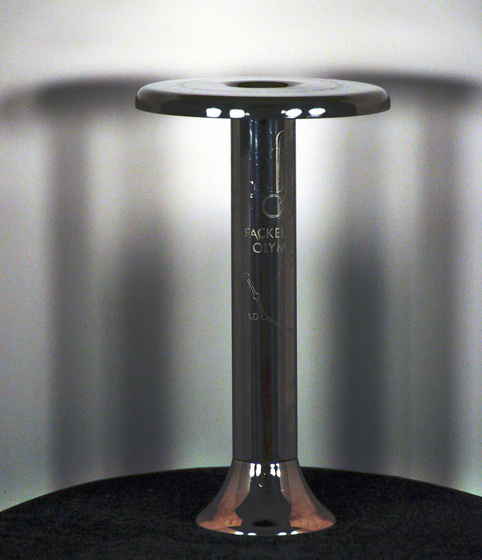
Pochodnia olimpijska używana podczas sztafety

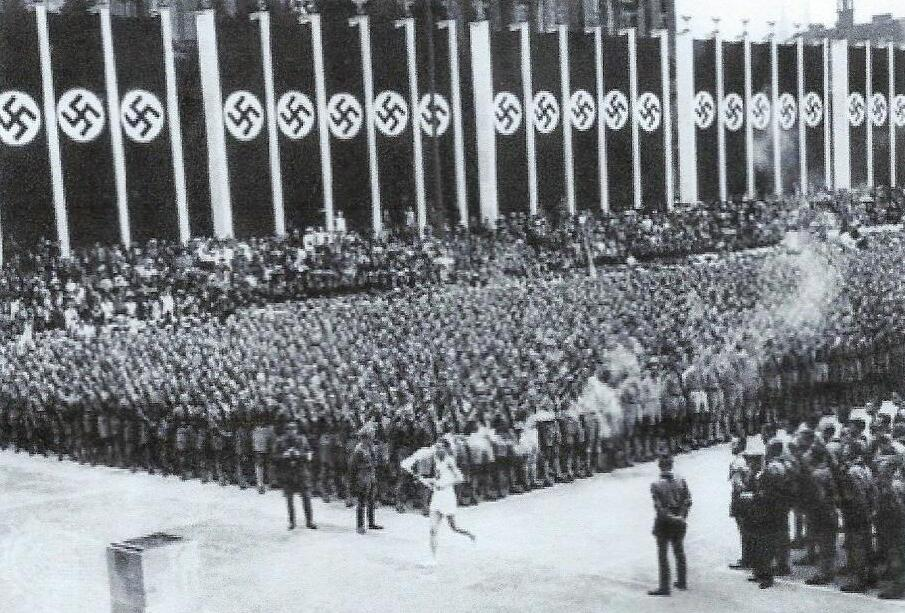
Przedostatni uczestnik sztafety Siegfried Eifrig w centrum Berlina

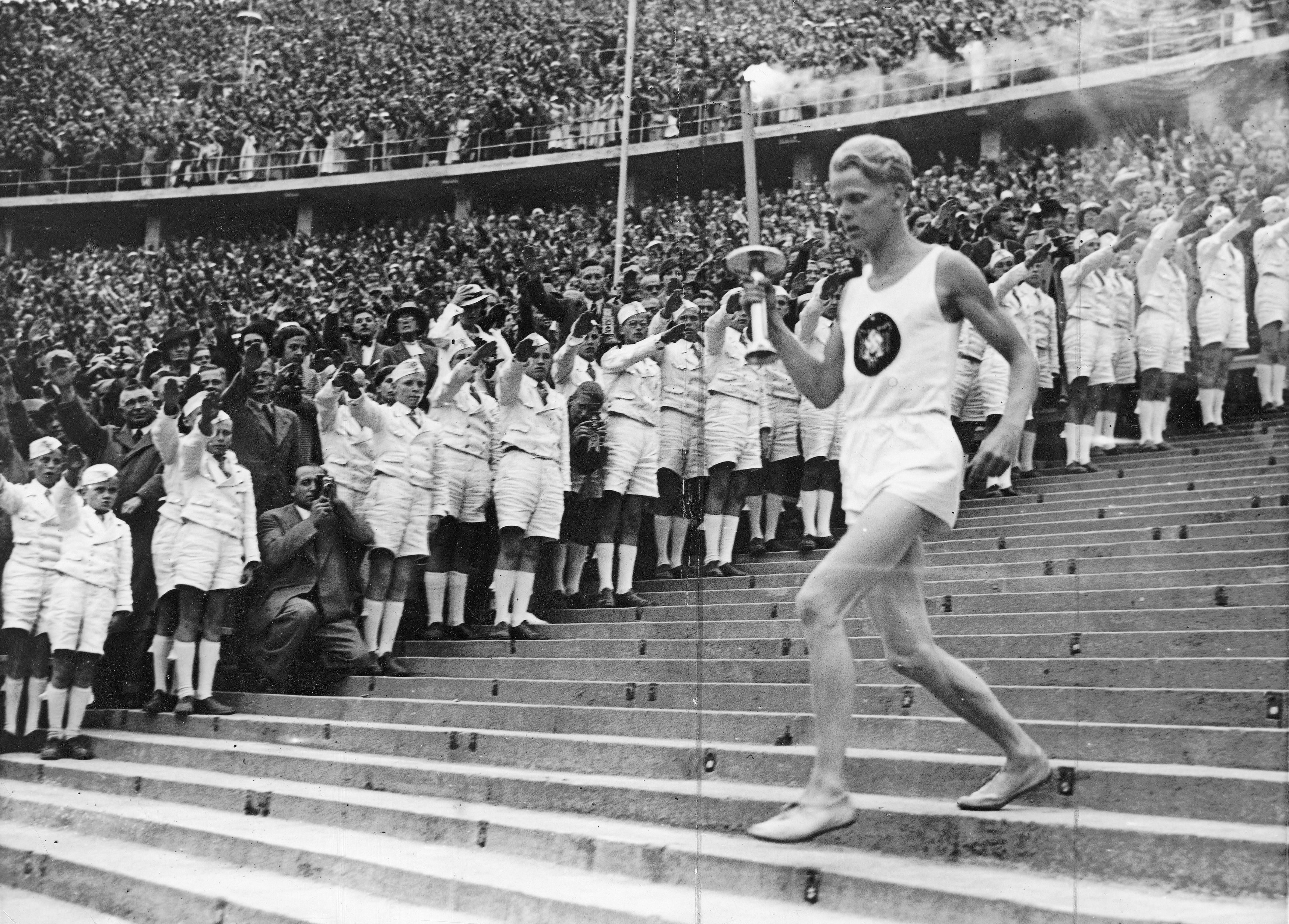
Ostatni uczestnik sztafety Fritz Schilgen, wbiega z pochodnią na stadion olimpijski w Berlinie podczas ceremonii otwarcia igrzysk

Sztafeta olimpijska w 1936 roku – sztafeta poprzedzająca ceremonię otwarcia Letnich Igrzysk Olimpijskich 1936 w Berlinie, będąca pierwszą tego rodzaju sztafetą, po pojawieniu się znicza olimpijskiego na Letnich Igrzyskach Olimpijskich w 1928 roku. Sztafeta zapoczątkowała nowoczesną konwencję przenoszenia ognia olimpijskiego z Grecji na stadion olimpijski miasta gospodarza. Niemiecka reżyserka, scenarzystka i producentka filmowa Leni Riefenstahl sfilmowała sztafetę do nagrodzonego, ale i kontrowersyjnego filmu Olimpiada z 1938 roku.

## Organizacja
Znicz olimpijski został wprowadzony do nowożytnych igrzysk w 1928 roku, kiedy płonął na szczycie wieży nad stadionem olimpijskim w Amsterdamie. Cztery lata później to samo powtórzono w czasie ceremonii otwarcia Letnich Igrzysk Olimpijskich w Los Angeles. Podczas obu tych wydarzeń znicz zapalano na stadionie i nie poprzedzały tego sztafety z pochodniami.
Niemiecki działacz sportowy, dziennikarz i publicysta Carl Diem wykorzystał pomysł sztafety z pochodnią, wymyślony na igrzyska w Berlinie, przez żydowskiego archeologa i działacza sportowego Alfreda Schiffa. Propozycja sztafety została zaakceptowana przez Międzynarodowy Komitet Olimpijski i jest powtarzana na wszystkich kolejnych igrzyskach.
Carl Diem i komitet organizacyjny igrzysk zdawali sobie sprawę, że potrzebne są bardzo szczegółowe plany, aby sztafeta zakończyła się sukcesem. W tamtym czasie nie byli pewni, jak dokładnie wykorzystać promienie słoneczne do rozpalenia ognia, a także jak stworzyć pochodnię, która będzie się palić niezależnie od warunków atmosferycznych. W związku z tym przeprowadzono badania nad specjalistycznymi technologiami, które spełniły oczekiwania Niemców. Sama trasa wymagała rozbudowy, a droga w dół z greckiej Olimpii została uznana za zbyt trudno dostępną. Komitet organizacyjny uzgodnił zatem, że konieczne jest zbudowanie nowej drogi, aby zapewnić jak najlepszy start sztafecie.

## Znaczenie polityczne
Wódz i kanclerz Rzeszy Adolf Hitler widział związek ze starożytnymi igrzyskami jako doskonały sposób na zilustrowanie swojego przekonania, że starożytna Grecja była aryjskim prekursorem współczesnej Rzeszy Niemieckiej: 

Sportowa, rycerska bitwa budzi w człowieku najlepsze cechy. Nie dzieli, ale jednoczy walczących w zrozumieniu i szacunku. Pomaga też łączyć kraje w duchu pokoju. Dlatego ogień olimpijski nigdy nie powinien zgasnąć.

 Wydarzenie miało na celu zademonstrowanie rosnących wpływów i potęgi nazistowskich Niemiec. Uznano to na arenie międzynarodowej za wielki sukces, wystarczający do powtórzenia go we wszystkich późniejszych igrzyskach.
Leni Riefenstahl, reżyserka podziwiana przez Hitlera, nakręciła sztafetę do filmu Olimpiada z 1938 roku. Chociaż film jest często postrzegany jako doskonały przykład nazistowskiej propagandy, został również okrzyknięty jednym z najwspanialszych filmów w historii kinematografii i zdobył wiele nagród po premierze.

## Elementy sztafety

### Pochodnia
Rzeźbiarz Walter Lemcke zaprojektował 27-centymetrowe drewniane i metalowe pochodnie olimpijskie. Niemiecki koncern Friedrich Krupp AG wyprodukował 3840 egzemplarzy dla biegaczy, o ponad 500 więcej niż było potrzeba. Pochodnia została zaprojektowana z dwoma zabezpieczeniami, na wypadek niekorzystnych warunków pogodowych i mogła się palić przez dziesięć minut, to jest dłużej niż każdy odcinek trasy pokonywanej przez jednego biegacza.

### Trasa
20 lipca 1936 roku w Grecji pochodnię olimpijską rozpaliło wklęsłe zwierciadło optyczne wyprodukowane przez niemieckie przedsiębiorstwo Carl Zeiss AG. Narodowosocjalistyczna Niemiecka Partia Robotników (NSDAP) chciała zademonstrować swoją sprawność organizacyjną i zwiększyć swój wpływ na różne kraje na trasie sztafety. Pochodnia podróżowała przez państwa Europy Południowo-Wschodniej i Środkowej, aby zademonstrować i wzmocnić swoje wpływy. Narodowe komitety olimpijskie krajów leżących na trasie zgodziły się wesprzeć sztafetę, która miała przebiegać przez Grecję, Bułgarię, Jugosławię, Węgry, Austrię i Czechosłowację, a następnie Niemcy. Państwa te znalazły się pod nazistowską dominacją, gdy II wojna światowa rozpoczęła się nieco ponad trzy lata później. W Austrii, kraju, który miał zostać przyłączony do Niemiec niecałe dwa lata po sztafecie, pochodnię spotkały wielkie pronazistowskie demonstracje publiczne.
W sumie pochodnia została przetransportowana przez 3331 biegaczy, którzy przebiegli z nią 3187 kilometrów, w ciągu dwunastu dni i jedenastu nocy z Grecji do Berlina. Znaczna część trasy została podzielona na kilometrowe odcinki i przewidywano, że każdy biegacz pokona ten dystans w pięć minut, chociaż dano pewną swobodę, aby uwzględnić trudny teren i słabo zaludnione obszary. Nazwiska większości niosących pochodnię, z których wszyscy byli mężczyznami nie zostały zapisane.

## Zapalenie znicza olimpijskiego
Dwie misy ogniowe na podestach w centrum Berlina, w obrębie dwóch długich rzędów dużych flag ze swastyką, zostały zapalone przez biegającego na 400 metrów Siegfrieda Eifriga 1 sierpnia 1936 roku. Misy płonęły przez cały czas trwania igrzysk i służyły jako punkt wyjścia dla ostatniego uczestnika sztafety Fritza Schilgena, biegacza na 1500 metrów, zaproponowanego przez byłego prezesa niemieckiej federacji lekkoatletycznej, Karla Rittera von Halta. Schilgen jako „symbol niemieckiej młodzieży sportowej”, został zaakceptowany przez komitet organizacyjny igrzysk.